# Jean Chaldos
Jean Chaldos (en grec : Ἰωάννης Χάλδος, Ioannes Chaldos ; entre 995 et 1030) est un général byzantin sous Basile II.

## Biographie
Comme l'indique son nom (Chaldos), il est originaire de la Chaldée au nord-est de l'Asie Mineure. Il sert en tant que gouverneur militaire (stratège) des thèmes des Arméniaques et des Bucellaires en Asie Mineure. Par la suite, il est envoyé à Thessalonique pour y servir en tant que doux vers 995. Il succède alors à Grégoire Taronitès qui vient d'être tué par les Bulgares lors de la bataille de Thessalonique,. Une autre thèse soutient qu'il pourrait avoir détenu ces trois postes en même temps, en dépit de l'éloignement géographique de chacun des lieux. Quoi qu'il en soit, il est certain qu'il est à Thessalonique en septembre 995 car il est l'auteur d'un acte (sigillion) qui confirme divers privilèges et exemptions pour le monastère Kolobou à Ierissos en Chalcidique. Ces privilèges sont toujours en vigueur.
Au début de l'année 996, il est capturé par les Bulgares lors d'une nouvelle embuscade tendue par Samuel Ier de Bulgarie. Il reste prisonnier durant vingt-deux ans, jusqu'à l'effondrement de la résistance bulgare en 1018. Il est libéré lors de la prise de Stroumitsa par les armées de Basile II,. Après la mort de Grégoire Taronitès et la capture de Chaldos, Basile II nomme l'un de ses plus proches généraux, Nicéphore Ouranos, comme général en chef dans les Balkans. Celui-ci inflige une lourde défaite aux Bulgares en 996,.
La dernière mention de Jean Chaldos remonte à 1030, en lien avec la campagne de l'empereur Romain III Argyre contre les Mirdassides d'Alep. Il déconseille alors à l'empereur de mener cette offensive mais Romain III ne suit pas son avis. Finalement, la campagne se termine par une lourde défaite lors de la bataille d'Azâz.